# Dominican University New York
La Dominican University New York è un'università privata di indirizzo cattolico con sede a Orangeburg, nello stato americano di New York.
Il Dominican College fu aperto nel 1952 dalle suore domenicane della Congregazione di San Domenico di Blauvelt. Fu elevato al rango di university il 17 maggio 2022.